# New Addictions (R5)
New Addictions è il quarto EP del gruppo musicale pop rock e alternative rock statunitense R5,  il terzo prodotto sotto l'etichetta discografica Hollywood Records.  L'EP è stato pubblicato il 12 maggio 2017.

## Edizioni
L'edizione internazionale del disco, pubblicata anche in Italia, contiene 5 tracce:
1. If – 3:14
2. Red Velvet – 3:04
3. Lay Your Head Down – 3:35
4. Trading Time – 3:08
5. Need You Tonight – 2:58

Con l'uscita il 20 settembre 2017 del singolo Hurts Good, quest'ultimo è stato aggiunto all'EP come sesta traccia:
1. Hurts Good – 3:43